# Niewierna
Niewierna (ang. Unfaithful) – amerykański thriller erotyczny z 2002 roku w reżyserii Adriana Lyne’a. Remake francuskiego filmu Niewierna żona (1969) Claude’a Chabrola. Zdjęcia kręcono w stanach Nowy Jork i New Jersey.

## Fabuła
Connie i Edward Sumnerowie są małżeństwem od wielu lat, mają dom umiejscowiony na nowojorskich przedmieściach, ciekawe, dobrze płatne prace i ośmioletniego syna. Gdy w ich życie niezauważalnie wkradają się nuda i rutyna, Connie poznaje młodego, dwudziestoośmioletniego francuskiego antykwariusza Paula Martela. Między obojgiem szybko rodzi się namiętność. Dość ekscentryczny Paul daje Connie wszystko to, czego brakuje statecznemu mężowi Edwardowi, a więc przygodę i smak ryzyka. Spotykają się potajemnie w mieszkaniu Paula w artystycznej dzielnicy SoHo. Wkrótce ich schadzki przestają być tajemnicą i dochodzi do tragedii. Mąż Edward morduje mężczyznę, który uwiódł mu żonę. Krew zmywa wodą pod zmywakiem i decyduje się zataić zbrodnię.

## Obsada
- Diane Lane jako Connie Sumner
- Richard Gere jako Edward Sumner
- Olivier Martinez jako Paul Martel
- Chad Lowe jako Bill Stone
- Dominic Chianese jako Frank Wilson
- Kate Burton jako Tracy
- Margaret Colin jako Sally
- Erik Per Sullivan jako Charlie
- Myra Lucretia Taylor jako Gloria
- Erich Anderson jako Bob Gaylord
- Michael Emerson jako Josh
- Geoffrey Nauffts jako Jeff
- Michelle Monaghan jako Lindsay
- Anne Pitoniak jako babcia

i inni